# Henk Albers
Henk Albers (Amsterdam, 26 augustus 1927 - 20 september 1987) was een Nederlands striptekenaar en illustrator.,

## Loopbaan
Tijdens de Tweede Wereldoorlog was Albers in de leer bij de Toonder Studio's, waar hij werkzaam was op de tekenfilmafdeling. Na de oorlog werd hij een medewerker van het blad Stripfilm en nog later bij de Ketelbinkiekrant van Wim Meuldijk. Hij tekende in die periode verschillende krantenstrips, waaronder De kat en Stuffy McLion (een parodie op nazi-Duitsland) en meerdere controversiële verhalen, waarover hij soms verantwoording moest afleggen op het politiebureau.
Vanaf 1956 was Albers actief als freelancer; hij was onder meer de vaste illustrator van de Radiobode van de AVRO en tekende platenhoezen en reclameposters. In 1957 maakt hij de overstap naar het weekblad Donald Duck van De Geïllustreerde Pers, waarvoor hij de rubriek Ditjes en datjes en de Duckstadkrant bedacht. Na 8 jaar ging hij voor het blad Pep werken, als tekenaar van parodieën op Lucky Luke. In 1974 vertrok hij naar het Parijse Dargaud, om in samenwerking met Yvan Delporte meer Lucky Luke-verhalen te tekenen.
Van 1960 tot zijn overlijden in 1987 was Albers daarnaast tekenaar van de serie 'Silly Symphonies' voor de Donald Duck.